# Arytera bifoliata
Arytera bifoliata là một loài thực vật có hoa trong họ Bồ hòn. Loài này được Whistler mô tả khoa học đầu tiên năm 2004.